# كارلو رامبالدي
كارلو رامبالدي (بالإيطالية: Carlo Rambaldi)‏ (مواليد 15 سبتمبر 1925- 10 أغسطس 2012) رسام ونحات إيطالي اشتهر بتصميم العديد من المؤثرات الخاصة في هوليوود لأفلام الخيال العلمي، على غرار فيلم «ذي اكسترا تريستريال» لستيفن سبيلبيرغ إضافة إلى تصميم شخصية كينغ كونغ في الفيلم الشهير الذي يحمل الاسم نفسه والذي عرض في قاعات السينما للمرة الأولى عام 1976 , فارق الحياة عن سن الثامنة والستين في 10 أغسطس 2012 بعد حياة إبداعية حافلة في مجال العمل السينمائي نال خلالها 3 جوائز أوسكار.

## روابط خارجية
- كارلو رامبالدي على موقع IMDb (الإنجليزية)
- كارلو رامبالدي على موقع ألو سيني (الفرنسية)
- كارلو رامبالدي على موقع ميوزك برينز (الإنجليزية)
- كارلو رامبالدي على موقع أول موفي (الإنجليزية)
- كارلو رامبالدي على موقع قاعدة بيانات الفيلم (الإنجليزية)